# Dumper

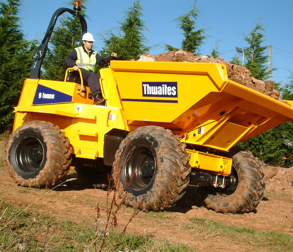
Dumper în acțiune

Dumperul este un autovehicul cu o construcție specială pentru a fi folosit la transportul pământului și al materialelor de construcție în vrac pe distanțe scurte. Este asemănănător unui camion basculant, însă are șasiul mai scurt.
Descărcarea dumperului este rapidă, cu posibilitatea de a manevra în spații înguste. Conducerea și exploatarea este simplă și nu necesită personal autorizat de organele de circulație rutieră. Folosirea dumperelor este avantajoasă când se lucrează împreună cu excavatoare și încărcătoare la terasamente și exploatări de carieră.
După capacitatea cupei există dumpere pitice și normale. Cele pitice au capacitatea cupei până la 1,5m³, iar cele normale de peste 1,5m³.

## Galerie

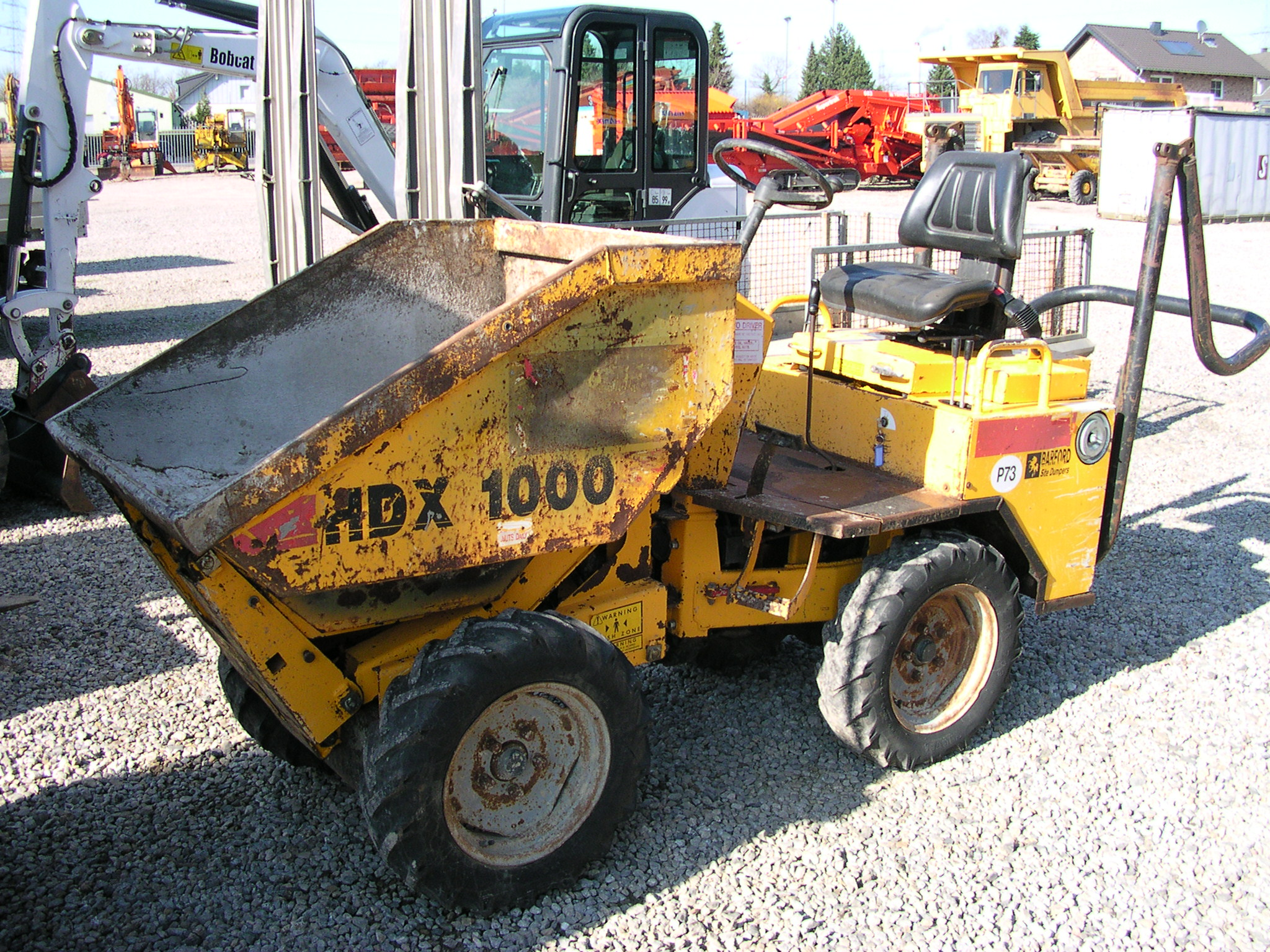
Dumper HDX 1000, de la firma Barford
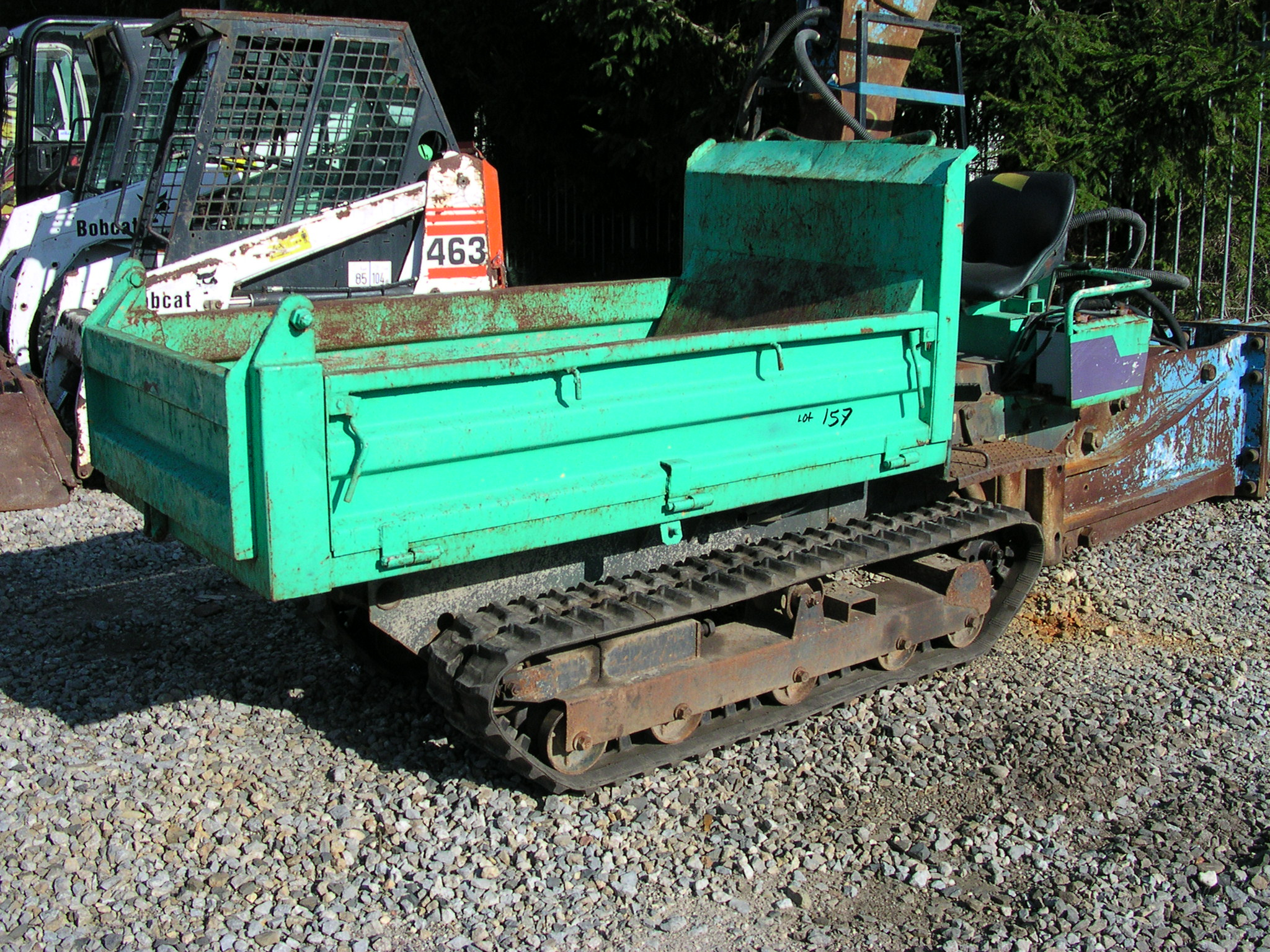
Dumper C 10 R al firmei japoneze Yanmar
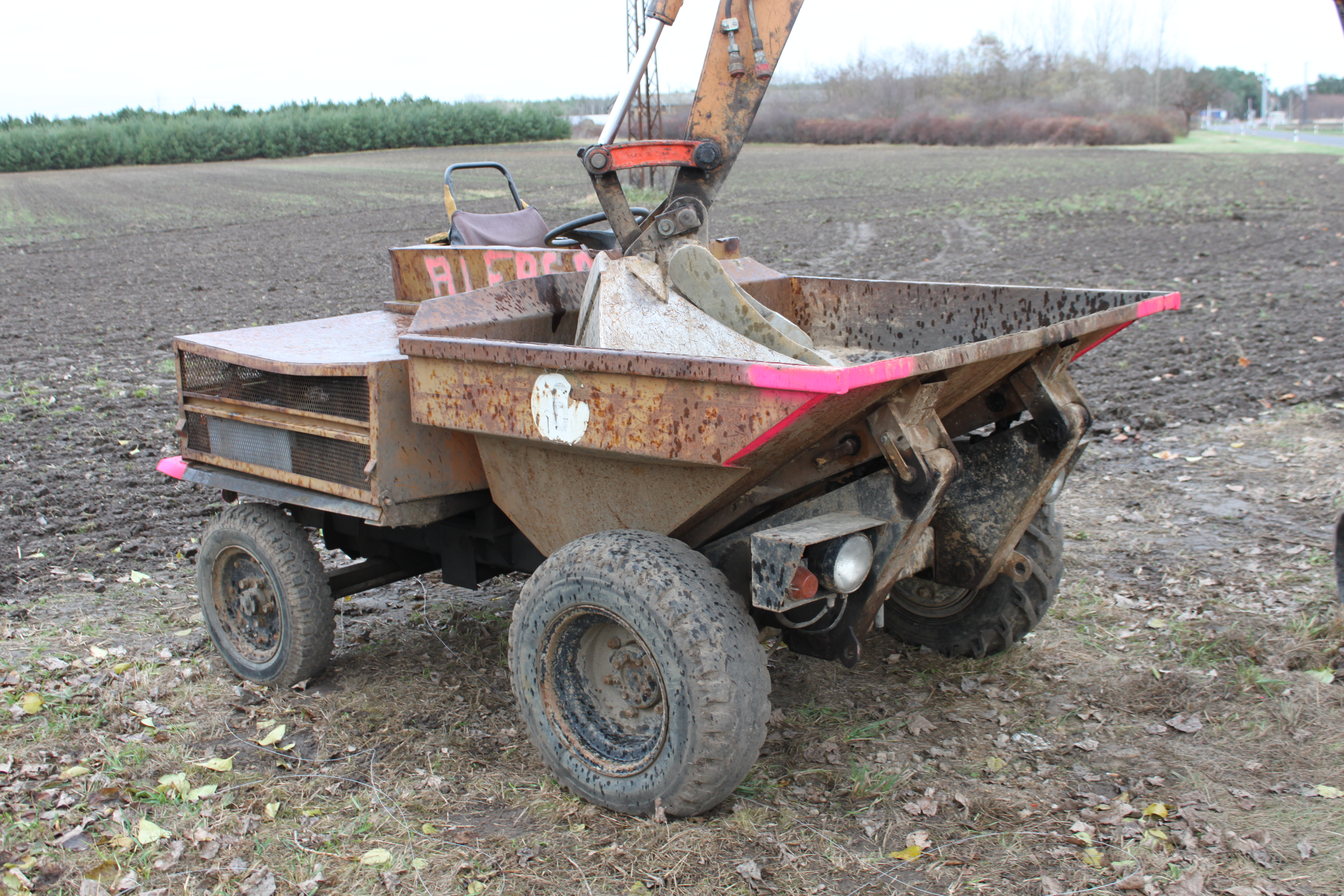
Dumper Waran al firmei IFA